# Batavia (Illinois)
Batavia – miasto w Stanach Zjednoczonych, w stanie Illinois, w hrabstwach Kane i DuPage. Według spisu z 2000 miasto zamieszkiwało 23 866 osób. W 2023 liczba mieszkańców wzrosła do 26 235 osób, a gęstość zaludnienia do 935 osób/km².

## Nauka i edukacja
W mieście znajduje się ośrodek badań fizycznych Fermilab (a w nim akcelerator kołowy – Tevatron) oraz publiczna szkoła średnia, gimnazjum oraz 6 szkół podstawowych.

## Geografia
Miasto położone jest w dolinie rzeki Fox i zajmuje powierzchnię 23,8 km².

## Demografia
Według spisu z 2000 roku miasto zamieszkuje 23866 osób skupionych w 8494 gospodarstwach domowych, tworzących 6268 rodzin. Gęstość zaludnienia wynosi 1018,2 osoby/km². W mieście znajdują się 8,806 budynki mieszkalne, a ich gęstość występowania wynosi 375,7 mieszkania/km². Miasto zamieszkuje 93,21% ludności białej, 2,42% ludności stanowią Afroamerykanie, 0,11% stanowią rdzenni Amerykanie, 1,09% ludności wywodzącej się z dwóch lub więcej ras.
W mieście są 8494 gospodarstwa domowe, w których 31,3% stanowią dzieci poniżej 18 roku życia żyjących z rodzicami, 63,0% stanowią małżeństwa, 7,8% stanowią kobiety nie posiadające męża oraz 31,2% stanowią osoby samotne. 26,2% wszystkich gospodarstw domowych składa się z jednej osoby oraz 9,7% żyjących samotnie ma powyżej 65 roku życia. Średnia wielkość gospodarstwa domowego wynosi 2,75 osoby, natomiast rodziny 3,27 osoby.
Przedział wiekowy kształtuje się następująco: 31,3% stanowią osoby poniżej 18 roku życia, 6,0% stanowią osoby pomiędzy 18 a 24 rokiem życia, 30,6% stanowią osoby pomiędzy 25 a 44 rokiem życia, 22,2% stanowią osoby pomiędzy 45 a 64 rokiem życia oraz 9,9% stanowią osoby powyżej 65 roku życia. Średni wiek wynosi 36 lat. Na każde 100 kobiet przypada 94,8 mężczyzn. Na każde 100 kobiet powyżej 18 roku życia przypada 89,4 mężczyzn.
Średni dochód dla gospodarstwa domowego wynosi 68,656 dolarów, a dla rodziny wynosi 81,689 dolarów. Dochody mężczyzn wynoszą średnio 55,913 dolarów, a kobiet 35,083 dolarów. Średni dochód na osobę w mieście wynosi 27,783 dolarów. Około 2,5% rodzin i 3,6% populacji miasta żyje poniżej minimum socjalnego, z czego 4,1% jest poniżej 18 roku życia i 5,6% powyżej 65 roku życia.